# Ріпківська сільська рада (Лисянський район)
Рі́пківська сільська́ ра́да — адміністративно-територіальна одиниця та орган місцевого самоврядування в Лисянському районі Черкаської області. Адміністративний центр — село Ріпки.

## Загальні відомості
- Населення ради: 591 особа (станом на 2001 рік)

## Населені пункти
Сільській раді підпорядковані населені пункти:
- с. Ріпки

## Склад ради
Рада складається з 12 депутатів та голови.
- Голова ради: Жувака Володимир Петрович
- Секретар ради: Шалівська Ганна Василівна

### Керівний склад попередніх скликань
| Прізвище, ім'я, по батькові  | Основні відомості                                                         | Дата обрання | Дата звільнення |
| ---------------------------- | ------------------------------------------------------------------------- | ------------ | --------------- |
| Дзеціна Володимир Вікторович | Сільський голова, 1960 року народження, безпартійний                      | 26.03.2006   | 31.10.2010      |
| Жувака Володимир Петрович    | Сільський голова, 1955 року народження, освіта вища, член Партії регіонів | 31.10.2010   |                 |

Примітка: таблиця складена за даними сайту Верховної Ради України

### Депутати
За результатами місцевих виборів 2010 року депутатами ради стали:

#### За суб'єктами висування
| Суб'єкт висування | Кількість обраних депутатів | %    |
| ----------------- | --------------------------- | ---- |
| Партія регіонів   | 9                           | 75   |
| Самовисування     | 2                           | 16,7 |
| Народна партія    | 1                           | 8,3  |

#### За округами
| № округу        | Прізвище, ім'я, по батькові          | Дата визнання обраним | Освіта             | Партійна приналежність             | Відомості про обраного депутата                                |
| --------------- | ------------------------------------ | --------------------- | ------------------ | ---------------------------------- | -------------------------------------------------------------- |
| Народна Партія  |                                      |                       |                    |                                    |                                                                |
| 6               | Погоріла Ніна Петрівна               | 01.11.2010            | середня спеціальна | позапартійна                       | тимчасово не працює                                            |
| Партія регіонів |                                      |                       |                    |                                    |                                                                |
| 1               | Ігнатьєва Наталія Василівна          | 01.11.2010            | середня            | член Партії регіонів               | тимчасово не працює                                            |
| 3               | Шевчук Мар'яна Миколаївна            | 01.11.2010            | середня            | член Партії регіонів               | магазин, продавець                                             |
| 4               | Васильченко Юрій Петрович            | 01.11.2010            | середня спеціальна | член Партії регіонів               | ПП"Бондарчук ", шофер                                          |
| 5               | Васильченко Юрій Олександрович       | 01.11.2010            | середня спеціальна | член Партії регіонів               | ТОВ"Діалог", начальник цеху по переробці с/г продукції         |
| 7               | Заполочна Валентина Петрівна         | 01.11.2010            | середня            | член Партії регіонів               | приватний підприємець                                          |
| 8               | Васильченко Анатолій Олександрович   | 01.11.2010            | середня спеціальна | член Партії регіонів               | пп"Бондарчук ", тракторист                                     |
| 9               | Обиюх Василь Олександрович           | 01.11.2010            | середня спеціальна | член Партії регіонів               | пп"Бондарчук ", тракторист                                     |
| 11              | Гаврилюк Павло Вікторович            | 01.11.2010            | середня            | член Партії регіонів               | приватний підприємець                                          |
| 12              | Лиходовський Олександр Володимирович | 01.11.2010            | середня спеціальна | член Партії регіонів               | п.п."Бондар-чук ", комірник                                    |
| Самовисування   |                                      |                       |                    |                                    |                                                                |
| 2               | Власюк Любов Володимирівна           | 01.11.2010            | середня спеціальна | член Соціалістичної партії України | Ріпківська сільська рада, бухгалтер                            |
| 10              | Шалівська Ганна Василівна            | 01.11.2010            | вища               | член Соціалістичної партії України | Ріпківська сільська рада, секретар сільської ради та виконкому |

## Населення
Згідно з переписом УРСР 1989 року чисельність наявного населення сільської ради становила 733 особи, з яких 310 чоловіків та 423 жінки.
За переписом населення України 2001 року в сільській раді мешкало 587 осіб.

### Мова
Розподіл населення за рідною мовою за даними перепису 2001 року:
| Мова       | Відсоток |
| ---------- | -------- |
| українська | 98,14 %  |
| російська  | 1,52 %   |
| білоруська | 0,17 %   |